# Region Plateau-Central
Region Plateau-Central – jeden z 13 regionów w Burkinie Faso, znajdujący się w centralnej części kraju.
W skład regionu wchodzą 3 prowincje:
- Ganzourgou
- Kourwéogo
- Oubritenga